# مقاطعة بوتنام (ميزوري)
مقاطعة بوتنام (بالإنجليزية: Putnam County)‏ هي إحدى المقاطعات في ولاية ميزوري في الولايات المتحدة الأمريكية.